# Sledgehammer (canción de Rihanna)
«Sledgehammer» es una canción grabada por la cantante barbadense Rihanna. Fue lanzado el 27 de junio de 2016 como un sencillo para promover la película Star Trek Beyond. Se reproduce durante los créditos finales de la película, sin embargo eiha ncluido en la banda sonora de la película. La canción fue escrita por Sia Furler, Robyn Fenty y Jesse Shatkin. El vídeo musical para la canción fue lanzado el 30 de junio de 2016, y muestra a Rihanna realizando actos mágicos en un planeta desconocido. El vídeo fue filmado completamente con cámaras IMAX.

## Antecedentes y lanzamiento
El 26 de junio de 2016, Rihanna insinuó que lanzaría una nueva canción, en Instagram, "conseguí algo para todos mañana". Más de dos años antes, Rihanna tuiteó, "Eres sólo otro ladrillo y yo soy un martillo", insinuando que ella había estado trabajando en la canción desde 2014. La canción fue escrita colaborativamente por Rihanna, Sia y Jesse Shatkin. Rihanna y Sia habían trabajado previamente juntas en la canción, "Diamonds".
Un nuevo tráiler de Star Trek Beyond con "Sledgehammer", fue lanzado el 27 de junio de 2016, el mismo día que la canción fue lanzada. Rihanna dijo posteriormente que ella había sido un fan de la franquicia de Star Trek desde que era una niña, después de haber sido presentada por su padre. Ella explicó que "esto es algo que ha sido una parte de mí desde mi niñez, nunca me ha dejado, me encanta Star Trek. Era automático. Yo haría cualquier cosa en términos de música. Es un gran problema no sólo como un fan , como un músico ... porque Star Trek es un gran negocio en todo el mundo."

## Vídeo musical
El vídeo musical para la canción se estrenó el 30 de junio de 2016 en los cines IMAX a las 9:00 a. m. EST. El vídeo fue lanzado en Vevo y Tidal una hora más tarde. Ha sido el primero en rodarse completamente con cámaras IMAX. En la plataforma YouTube se ha colgado oficialmente en el canal de Rihanna como el de Paramount, la productora de la película. 
El vídeo presenta a Rihanna vestida con trajes de ciencia ficción que realizan magia moviendo cantos rodados. Al final del vídeo, Rihanna se convierte en un dios celestial, cara a cara con el USS Enterprise.
El vídeo fue filmado en los Pináculos de Trona por la directora Floria Sigismondi.

## Posicionamiento en listas

### Semanales
| País           | Lista                          | Mejor posición |
| -------------- | ------------------------------ | -------------- |
| Australia      | ARIA Top 100 Singles           | 69             |
| Bélgica (Fl)   | Ultratip                       | 40             |
| Canadá         | Canadian Hot 100               | 72             |
| Estados Unidos | Bubbling Under Hot 100 Singles | 2              |
| Estados Unidos | Adult Contemporary             | 16             |
| Estados Unidos | Hot R&B/Hip-Hop Songs          | 36             |
| Francia        | SNEP                           | 60             |
| Nueva Zelanda  | NZ Top 40 Heatseekers          | 6              |
| Reino Unido    | Official Charts Company        | 69             |

### Anuales
| País           | Lista (2016)       | Posición |
| -------------- | ------------------ | -------- |
| Estados Unidos | Adult Contemporary | 48       |